# Uba Budo
Uba Budo é uma aldeia de São Tomé e Príncipe, localiza-se no Distrito de Cantagalo, ilha de São Tomé, próxima às localidades de Guegue, de Monserrate, Maria Luísa e de Uba Budo Velho.